# Antonio Oppes
Antonio Oppes (Pozzomaggiore, 26 de agosto de 1916-Roma, 8 de junio de 2002) fue un jinete italiano que compitió en la modalidad de salto ecuestre. Su hermano Salvatore compitió en el mismo deporte.
Participó en los Juegos Olímpicos de Roma 1960, obteniendo una medalla de bronce en la prueba por equipos.

## Palmarés internacional
| Juegos Olímpicos | Juegos Olímpicos | Juegos Olímpicos  | Juegos Olímpicos |
| Año              | Lugar            | Medalla           | Categoría        |
| ---------------- | ---------------- | ----------------- | ---------------- |
| 1960             | Roma (Italia)    | Medalla de bronce | Por equipos      |